# Dálník
Dálník byl kapotovaný (kabinovaný) motocykl, který měl spojovat radost jízdy na motycyklu s pohodlností jízdy autem. Autorem návrhu dálníku, který se v Československu neprosadil, byl podle pořadu ze seriálu České televize Zašlapané projekty Dálník pana Andrleho český inženýr a pilot Jan Anderle (1900–82). První prototyp Dálník I sestrojil již během 2. světové války, kdy jako pilot nemohl létat. Dále jej rozvíjel v 60. letech v rámci Klubu stavitelů dálníků, který založil, i později. Roku 1967 Anderle emigroval a později na vývoji pokračoval ve Švýcarsku. Roku 1982 zde byl představen dálník Peraves – W18 se samonosnou laminátovou karosérií připomínající pilotní kabinu, který se ve své době stal velmi populární. Tyto kabinové motocykly jsou někdy nazývány také jako „švýcarský ekomobil“. Roku 1992 byla výroba přenesena do Brna-Medlánek.